# Projekt 1265
Projekt 1265 (v kódu NATO třída Sonya) je třída pobřežních minolovek sovětského námořnictva z doby studené války. Sovětské označení plavidel bylo BT („bazovyj tralščik“ – základní minolovka). Celkem bylo postaveno 81 jednotek této třídy (z toho 13 jednotek patřilo k exportnímu projektu 1265E) a dalších pět nebylo dokončeno. Řadu jich získala námořnictva sovětských spojenců – Ázerbájdžán (3), Bulharsko (4), Kuba (4), Etiopie (1), Sýrie (1), Ukrajina (2) a Vietnam (4).

## Stavba

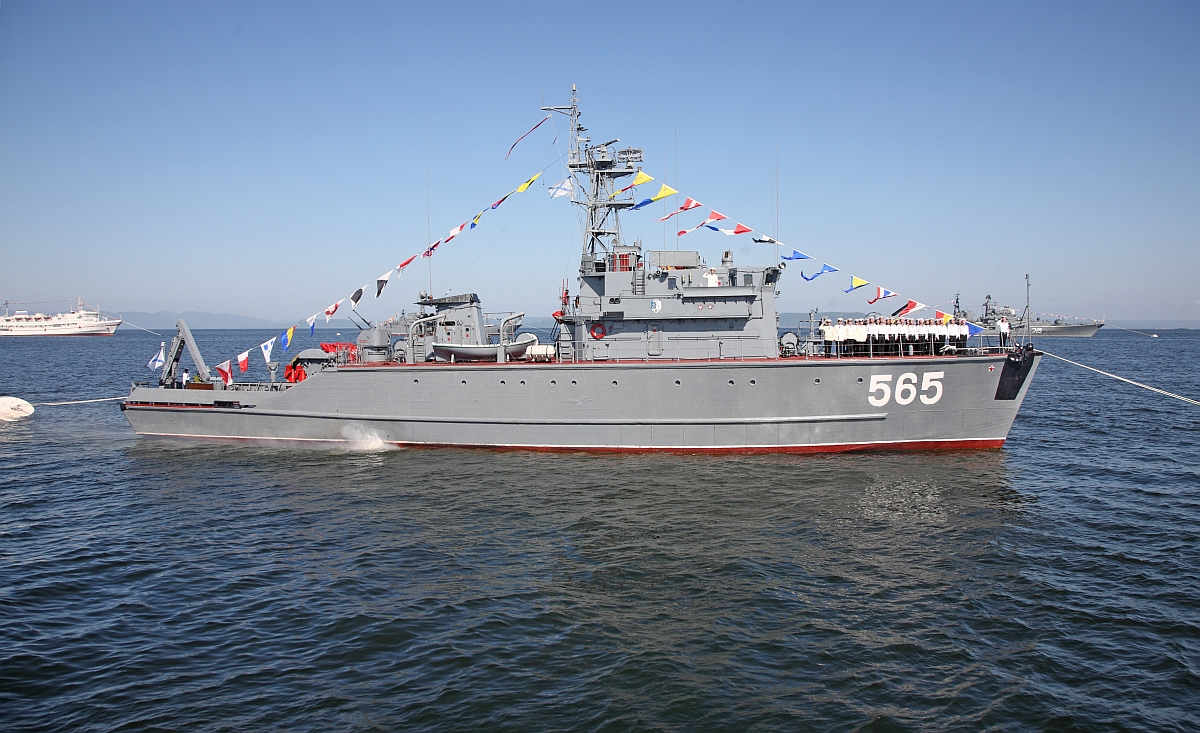
Ruská minolovka BT-100 v roce 2008

Minolovky této třídy byly stavěny v letech 1973–1995 loděnicemi ve Vladivostoku a Leningradu.

## Konstrukce
Plavidla mají dřevěný trup pokrytý vrstvou ze skleněných vláken. Výzbroj tvoří jeden 30mm dvoukanón AK-230M na přídi a jeden 25mm dvoukanón 2M-3Mna zádi. Jednotky dokončené roku 1989 a později (tj. od č. 148 v Leningradu a poslední tři jednotky ve Vladivostoku) byly vybaveny dvojicí šestihlavňových 30mm rotačních kanónů AK-306 na místě původních AK230M a 2M-3M. Část plavidel dostala také čtyřnásobné vypouštěcí zařízení pro protiletadlové řízené střely 9K32 Strela-2 se zásobou osmi střel. Pohonný systém tvoří dva diesely o výkonu 1790 kW. Lodní šrouby jsou dva. Nejvyšší rychlost dosahuje 15 uzlů.

## Uživatelé

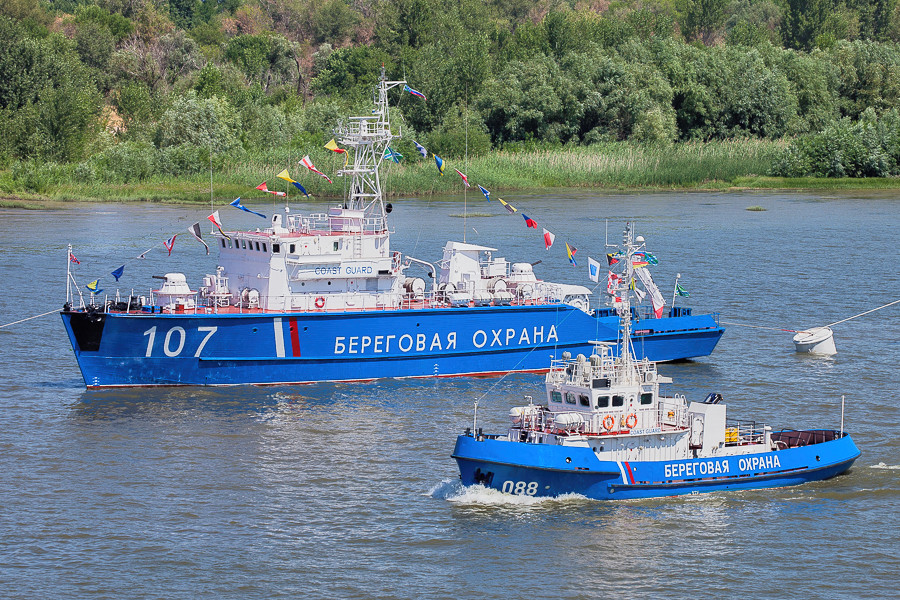
Plavidlo ruské pobřežní stráže Astrachaněc s remorkérem PSKA-295

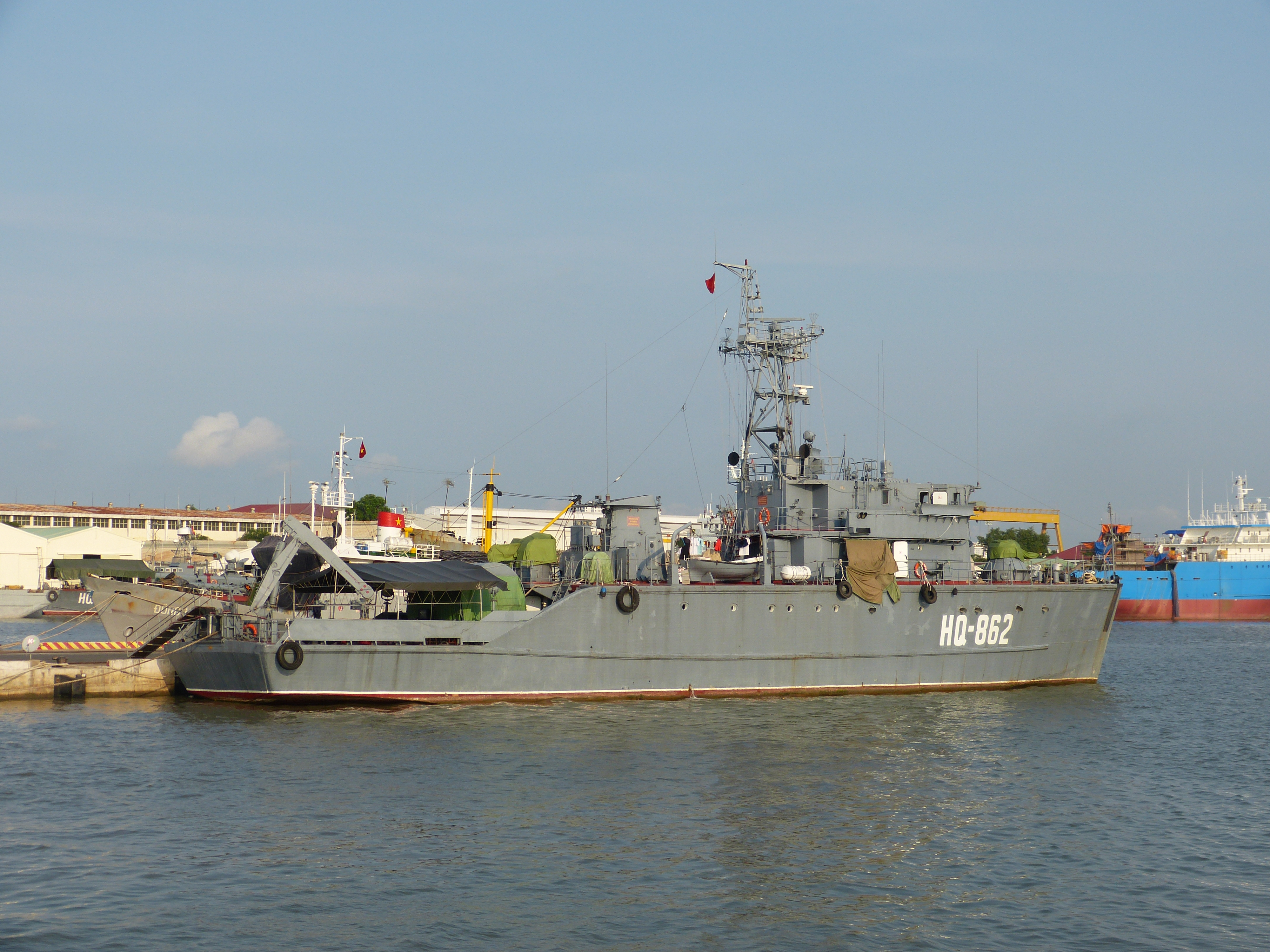
Vietnamská minolovka HQ-862 v roce 2013

Ázerbájdžán
- Ázerbájdžánské námořnictvo

 Bulharsko
- Bulharské námořnictvo

 Kuba
- Kubánské revoluční námořnictvo

 Etiopie
- Etiopské námořnictvo

 Rusko
- Ruské námořnictvo

 Sovětský svaz
- Sovětské námořnictvo

 Sýrie
- Syrské námořnictvo

 Ukrajina
- Ukrajinské námořnictvo

 Vietnam
- Vietnamské lidové námořnictvo